# 棚田京一
棚田 京一（たなだ きょういち、1954年10月22日 - 2021年8月17日）は、日本の実業家。タイトヨタ自動車取締役社長や、デルフィス取締役社長、バンコク日本人商工会議所会頭などを務めた。

## 人物・経歴
東京都生まれ。1979年、東京外国語大学外国語学部インドシナ語学科卒業。在学中は東京外国語大学硬式野球部の活動に熱中した。同年、トヨタ自動車販売（現・トヨタ自動車）入社。トヨタ自動車人事部人事室室長、厚生労働省高卒者の職業生活の移行に関する研究会委員等を経て、2001年にデルフィス出向。2005年、トヨタ自動車豪亜中近東業務部計画室室長。2006年、トヨタ自動車豪亜中近東事業部部長。2009年、タイ国トヨタ自動車取締役社長。2011年、盤谷日本人商工会議所会頭。
2012年、トヨタ自動車常務役員豪亜本部副本部長、トヨタ モーター アジア パシフィック取締役社長。2013年、インダスモーター取締役。2015年、トヨタ自動車常務役員アジア・中近東本部本部長、トヨタ モーター アジア パシフィック エンジニアリング アンド マニュファクチャリング取締役社長、トヨタモーターアジアパシフィック取締役社長。2017年、トヨタ自動車顧問。同年、デルフィス取締役社長。この間、フィリピン協会理事、ベトナム協会理事なども務めた。2020年、K.Tドルフィン設立、代表取締役社長。
2021年8月18日、タイの経済紙プラチャーチャート・トゥラギット が17日に心臓病で死去したことを報じた。享年66。